# Магнитозвуковые солитоны
Магнитозвуковы́е солито́ны — вид солитонов в плазме, представляющих собой устойчивые уединённые сжатия ионной плотности, распространяющиеся в пространстве без изменений формы.

## Общие принципы
В однородной плазме, помещённой во внешнее магнитное поле, возможно существование магнитозвуковых волн, которые при достаточно высокой амплитуде становятся нелинейными. Нелинейность этих волн в первую очередь связана с конвективным членом в уравнениях гидродинамики плазмы. Наличие нелинейности приводит к укручения фронта пучка магнитозвуковых волн, которое в некоторый момент компенсируется дисперсией, стремящейся наоборот расширить волновой пакет. В солитонах дисперсионное расплывание в каждой точке уравновешено нелинейными эффектами.

## Одномерное приближение
В наиболее простом случае сильно неизотермической плазмы, в которой температура электронов значительно превышает температуру ионов, одномерные нелинейные магнитозвуковые волны могут быть описаны уравнением Кортевега — де Фриза, имеющим следующий безразмерный вид:
{\displaystyle {\frac {\partial n}{\partial t}}+6n{\frac {\partial n}{\partial x}}+{\frac {\partial ^{3}n}{\partial x^{3}}}=0}
где переменная n отвечает возмущению концентрации ионов в плазме. Уравнение Кортевега — де Фриза имеет семейство решений в виде уединённых волн вида:
{\displaystyle n={\frac {2a^{2}}{\cosh ^{2}\left(a(x-4a^{2}t)\right)}}}
где a — безразмерная амплитуда солитона, являющаяся свободным параметром. Скорость такого солитона равна {\displaystyle v=4a^{2}}.

## Двумерное приближение
В двумерной геометрии обобщением уравнения Кортевега — де Фриза является уравнение Кадомцева — Петвиашвили, имеющее вид:
{\displaystyle {\frac {\partial }{\partial x}}\left({\frac {\partial n}{\partial t}}+6n{\frac {\partial n}{\partial x}}+{\frac {\partial ^{3}n}{\partial x^{3}}}\right)=\pm {\frac {\partial ^{2}n}{\partial y^{2}}}}
Магнитозвуковым волнам соответствует знак плюс в правой части уравнения. При этом оказывается, что квазиодномерные солитоны неустойчивы, однако имеется особый класс устойчивых решений — так называемых лампов (англ. lump) — двумерных локализованных солитонов. В отличие от одномерных солитонов и от двумерных ионно-звуковых солитонов, лампы спадают на бесконечности не экспоненциально, а по степенному закону:
{\displaystyle n(x,y)\sim \left(x^{2}+y^{2}\right)^{-1}}